# Kostel Narození svatého Jana Křtitele (Stará Ves nad Ondřejnicí)
Kostel Narození svatého Jana Křtitele je spolu s renesančním zámkem nejcennější historickou památkou obce Stará Ves nad Ondřejnicí. Vybudován byl mezi roky 1587–1589 Ctiborem Syrakovským z Pěrkova v goticko-renesančním slohu, na místě původního dřevěného kostela. Kostel je zasvěcen sv. Janu Křtiteli, jehož vyobrazení od Jiřího Fremla zdobí retabl hlavního oltáře. Kostel se nachází v bezprostřední blízkosti barokní budovy fary postavené mezi roky 1809–1810. Nalezneme jej při silnici č. 58 v polovině cesty mezi Příborem a Ostravou, v severní části středu obce na mírném návrší.

## Historie
Kostel byl vystavěn mezi lety 1587–1589 na pokyn Ctibora Syrakovského z Pěrkova, tehdejšího držitele statku, jak jeho osobu popisuje pamětní kniha obce. Ten je taktéž v tomto kostele, spolu se svou ženou Aleziou (Alinou) z Víckova, pohřben. Kostel byl posvěcen, jak je vytesáno v pamětní desce nad hlavním vstupem do kostela, 28. dubna 1591 olomouckým biskupem Stanislavem Pavlovským.
Text nad hlavním vstupem zní následovně: „Roku 1591 urozený rytíř Tiburcius Syrakovský z Pierkova, pán ve Staré Vsi a Paskově, nejvyšší písař markrabství moravského, postavil tento kostel ke cti a slávě boží a sv. Jana Křtitele, který nejdůstojnější kníže pán a z apoštolské milosti biskup olomoucký, rytíř a tajný císařský rada posvětil v neděli Misericordia dne 28. dubna 1591.“
- 1837 – Ke kostelu byla přistavěna nová předsíňka, tzv. žebračka, pro zakonzervování renesančního pískovcového portálu
- 1841 – Do kostela byly pořízeny nové varhany
- 1865 – Kostel i s farou zevně obnoven za více než 700 zl., jejichž původ byl v dobrovolných příspěvcích farníků. Zároveň také proběhla obnova zahrady kolem kostela
- 1897 – Další rekonstrukce kostela i fary. Tentokrát byl kostel natřen na bílo, opravena střecha a provedeno oplechování věžičky

Novější opravy kostela v roce 2000 odhalily další cenný prvek kostela – renesanční figurální fresku z doby založení kostela. Restaurátorské práce, vedené v letech 2001–2002 akademickou malířkou Romanou Balcarovou, odhalily motiv z Kalvárie s figurou Krista, dalšími postavami jsou Áron a Mojžíš.

## Architektura
Kostel je jednolodní obdélná stavba s pětibokým závěrem, zevně je goticko-renesanční kostel zajištěn dvanácti opěráky. Kostel má klasické natočení ke světovým stranám dle osy východ-západ.

### Interiér

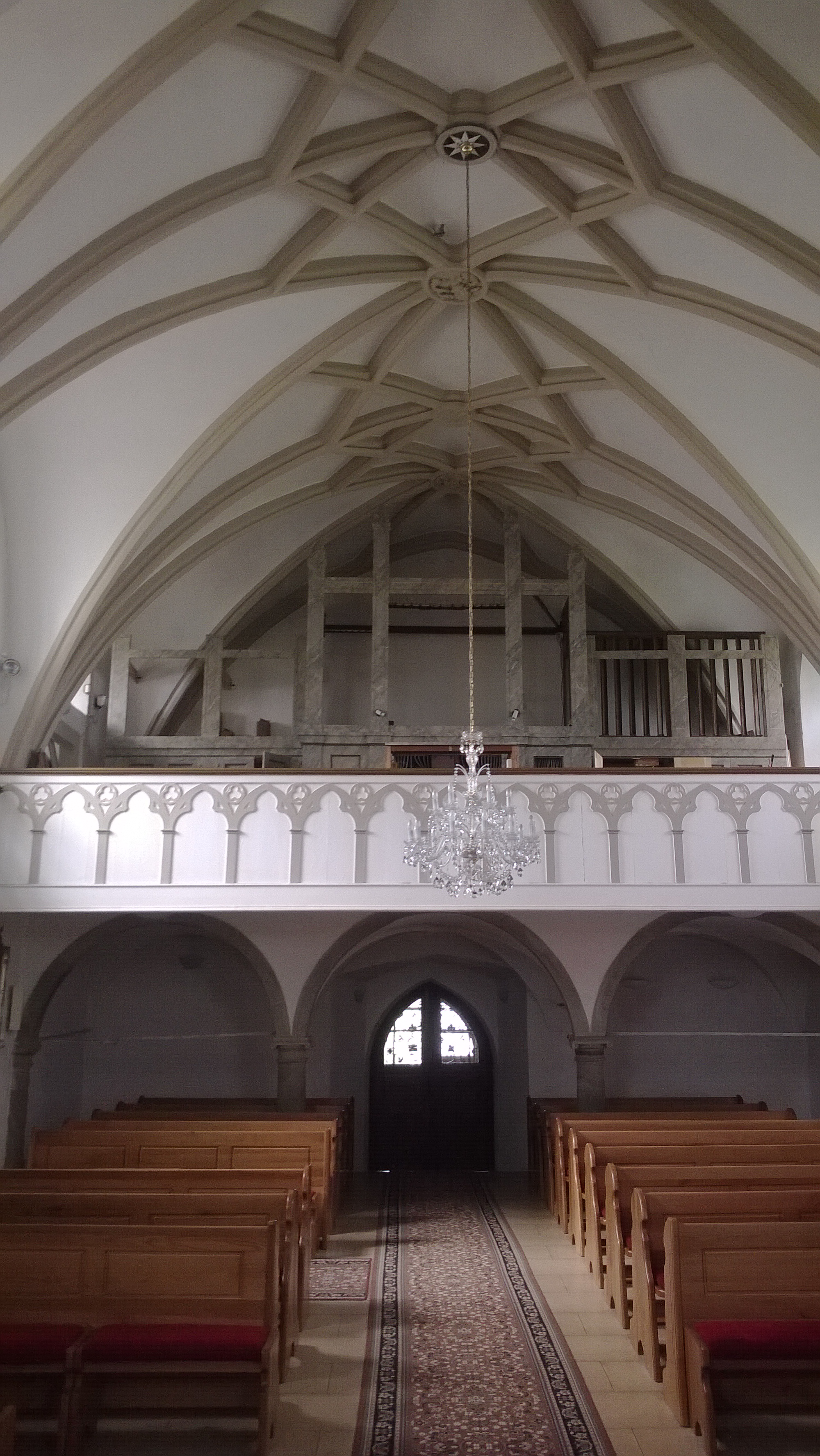
Kruchta

V interiéru lodní části jsou vkusně vyváženy jak gotické, tak renesanční prvky a v mnoha případech se navzájem doplňují. Lodní prostor zastřešuje valená klenba, do které je vložen síťový žebrový vzorec s pravidelně rozmístěnými svorníky. Klenba spočívá na žebrech dekorativně zkřížených po způsobu pozdní gotiky, které jsou podepřeny patkami. V lodi se pravidelně střídají dva motivy svorníku – erb Syrakovských a hvězdice.
Trojboce uzavřený presbytář je zaklenut paprsčitou klenbou se svorníkem s erbem Syrakovských z Pěrkova. Žebra mají stejný profil jako žebra v hlavní lodní části. Pravá strana presbytáře je zdobena pískovcovými renesančními náhrobky zachycujícími podoby rytířů Jaroše a Ctibora Syrakovského s jejich manželkami. Levou stranu při vstupu do sakristie zdobí freska odhalená při rekonstrukci roku 2000, zobrazující motiv Kalvárie s Kristem, Áron a Mojžíš. Naproti presbytáři je postaven kůr, na který se lze dostat pomoci boční přístavby nebo po točitém schodišti. Kůr byl kdysi prodloužen dřevěnými pavlačemi po obou stranách. Teď na kůru najdeme dřevěné lavice a za lavicemi varhany. Ty jsou od firmy Rieger a byly vystavěny roku 1934. Vysvěceny byly 24. června 1934 na svátek patrona kostela svatého Jana Křtitele.
Kůr je podepřen renesanční klenbou se dvěma iónskými sloupy a dvěma polosloupy zapuštěnými v bočních zdech, zábradlí je zdobeno pozlaceným motivem gotických oken. Okna umístěná v lodi jsou půlkruhová, kdežto všechny kostelní portály a okna do věže jsou gotické, lomené. Portály do sakristie, která se nachází na levé straně presbytáře při pohledu od hlavního vstupu, i do samotné lodi z bočního vstupu, jsou završeny lomeným obloukem, avšak s renesančním rámováním. Ve věži jsou tři zvony – Jan Křtitel, sv. Maria, sv. Cyril a Metoděj.

### Exteriér

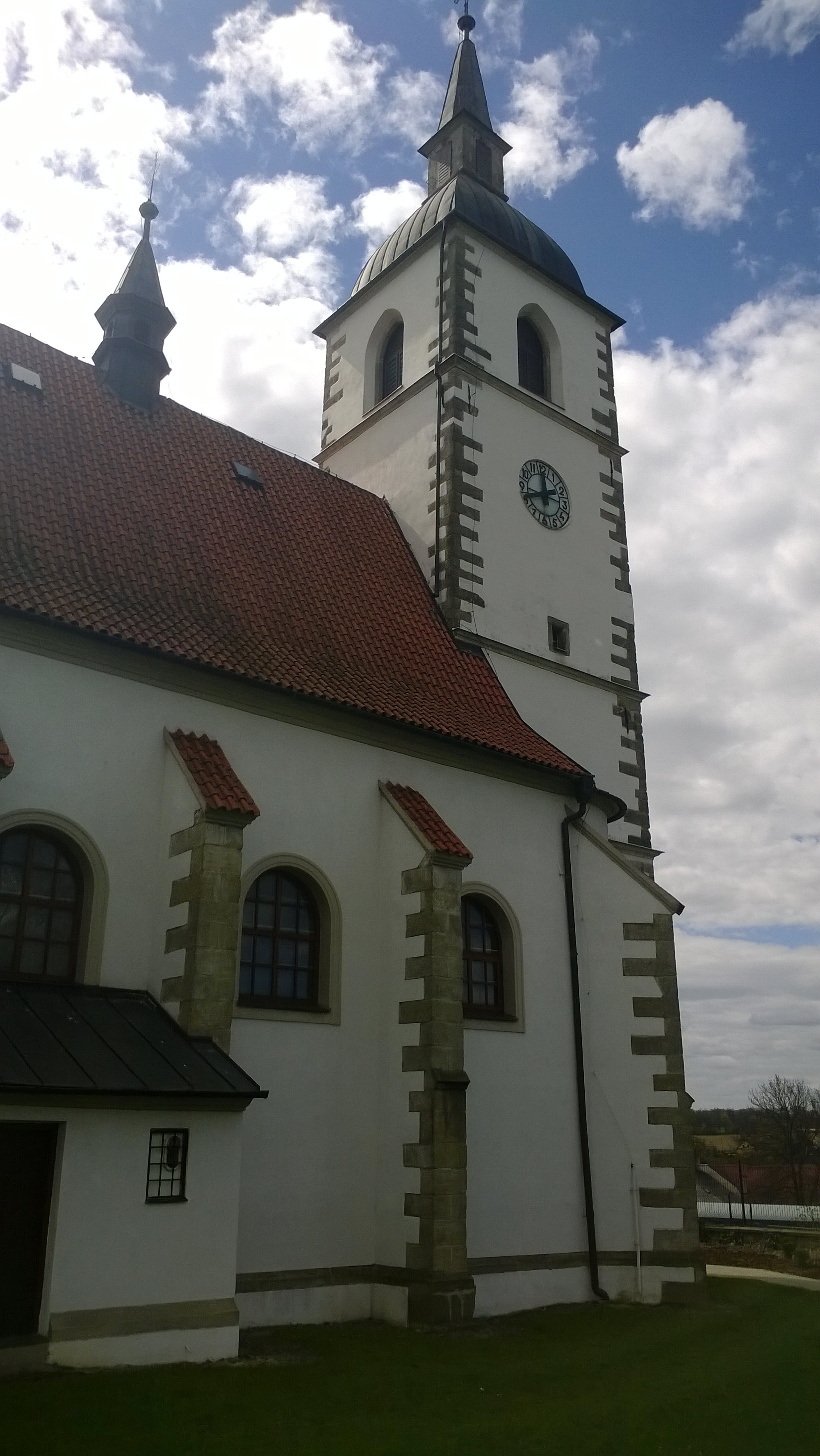
Věž

Na jižní straně se nachází boční vchod. Před ten byla v roce 1837 postavena nízká přístavba (tzv. žebračka), která měla za úkol chránit renesanční pískovcový portál. Nalevo se nachází další přístavba, v níž je umístěn vchod na kůr. Na kůr se dá také dostat točitým schodištěm situovaným po pravé straně hlavního vchodu. Celému objektu vévodí kostelní věž završená křížem. Dle historických pramenů zde byl kdysi místo kříže umístěn kohout. Hlavní portál je zakončen lomeným gotickým obloukem. Stejný oblouk se nachází jak z levé, tak z pravé strany věže, ale neslouží jako portál, je zazděn a má zřejmě pouze dekorativní funkci. Střecha kostelní věže je z tmavého plechu, zbytek střechy, nad hlavní lodí a presbytářem, je z keramické prejzové krytiny. Na rozích bílé věže a na vnějších stranách opěráků se objevuje renesanční bosáž. Mezi opěráky se nachází vždy jedno půlkruhové dřevěné okno, které bylo původně štíhlé vysoké s lomeným převýšeným obloukem. Z druhé strany, v zadní části presbytáře je přilehlá sakristie, kterou kryje prodloužená střecha. Zdi chrámu jsou vybudovány z lomového kamene a byly původně bez omítky.

## Vybavení kostela
- Varhany Rieger
- Velký zvon – Jan Křtitel
- Střední zvon – sv. Maria
- Malý zvon – sv. Cyril a Metoděj
- Hlavní oltář s obrazem sv. Jana Křtitele od Jiřího Fremla
- Levý oltář s obrazem sv. Anny s Marií a Jáchymem
- Pravý oltář s obrazem Panny Marie s Ježíškem

## Galerie

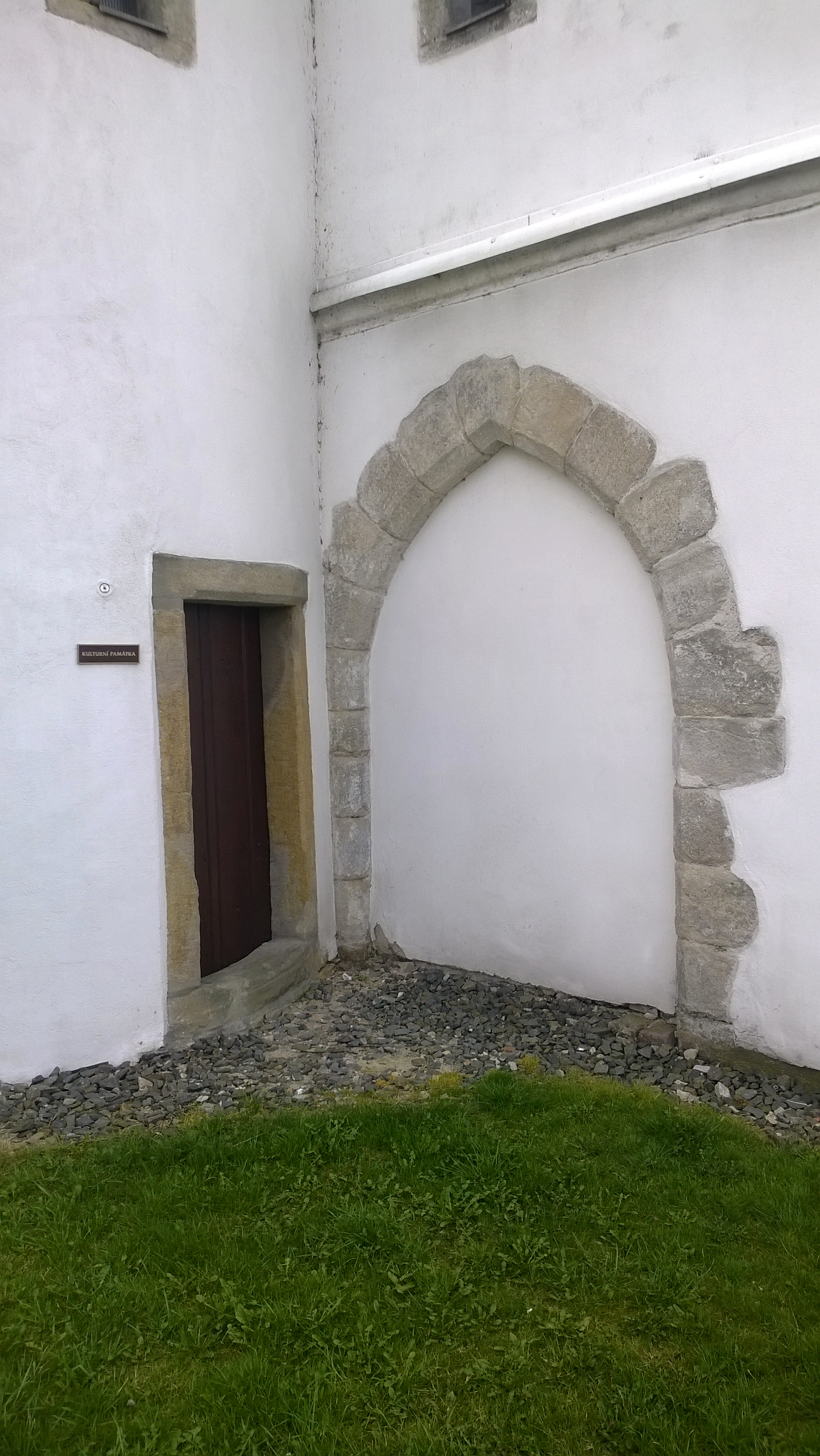
Zazděný portál
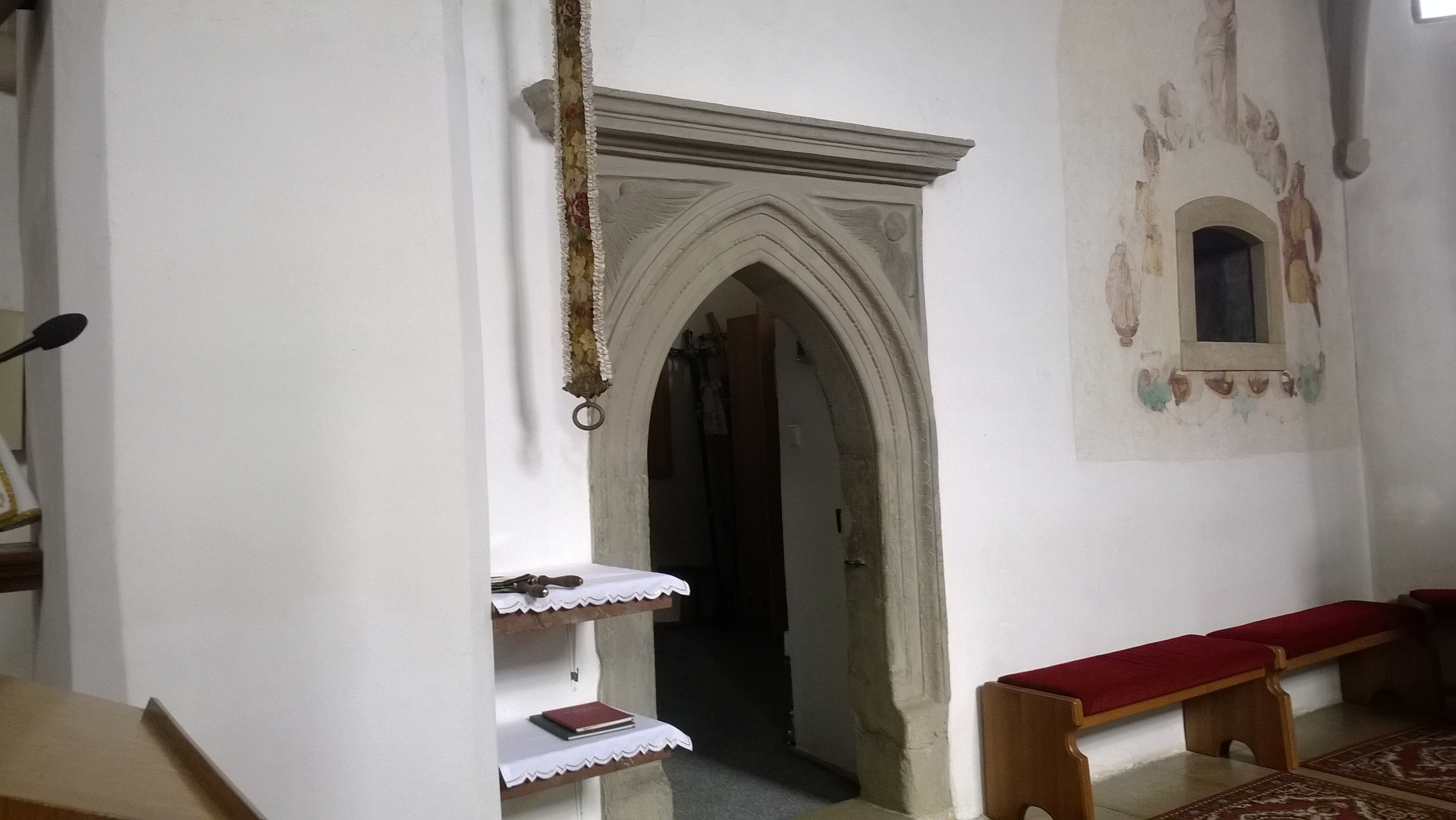
Vstup do sakristie s freskou
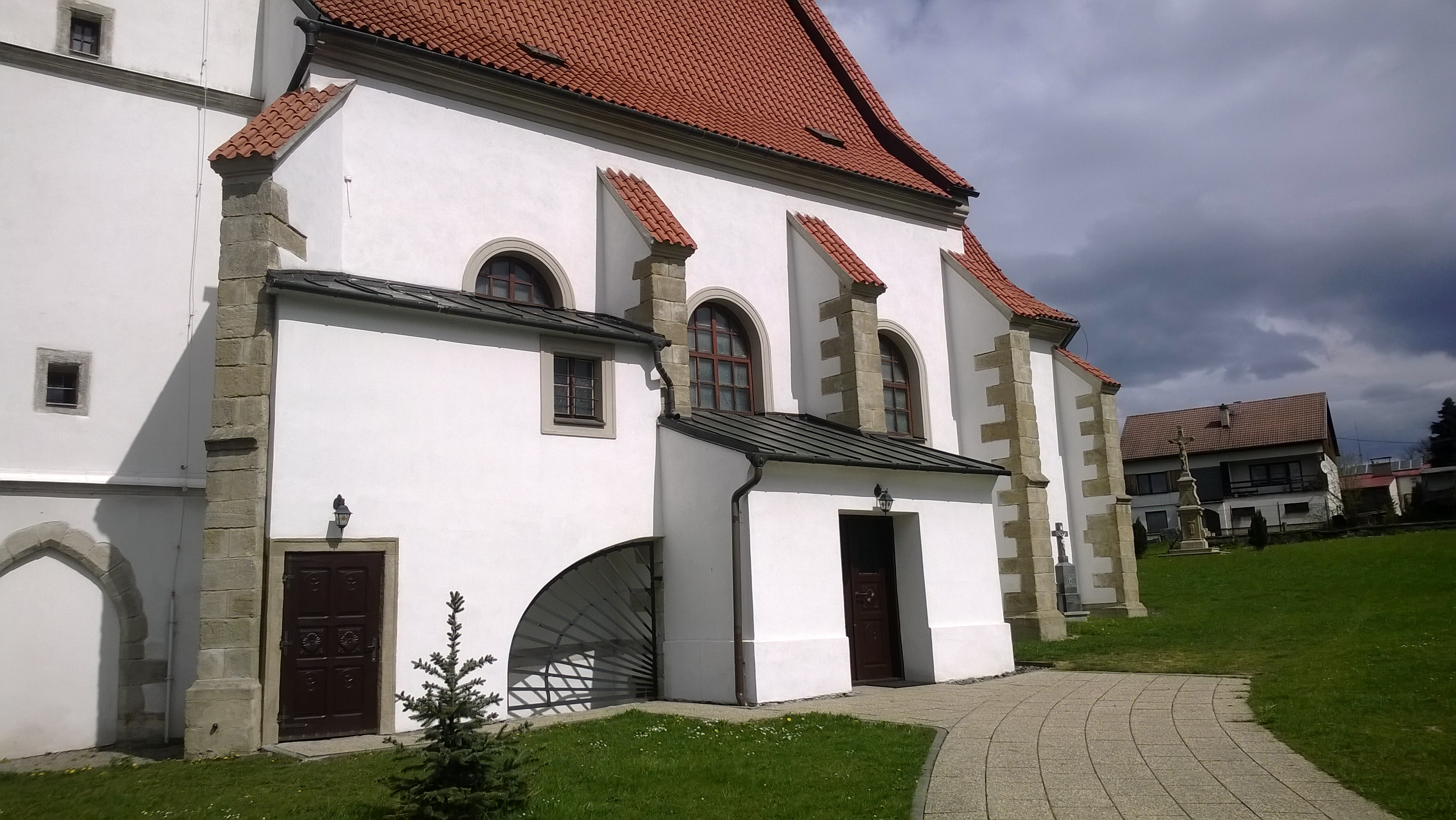
Předsíň
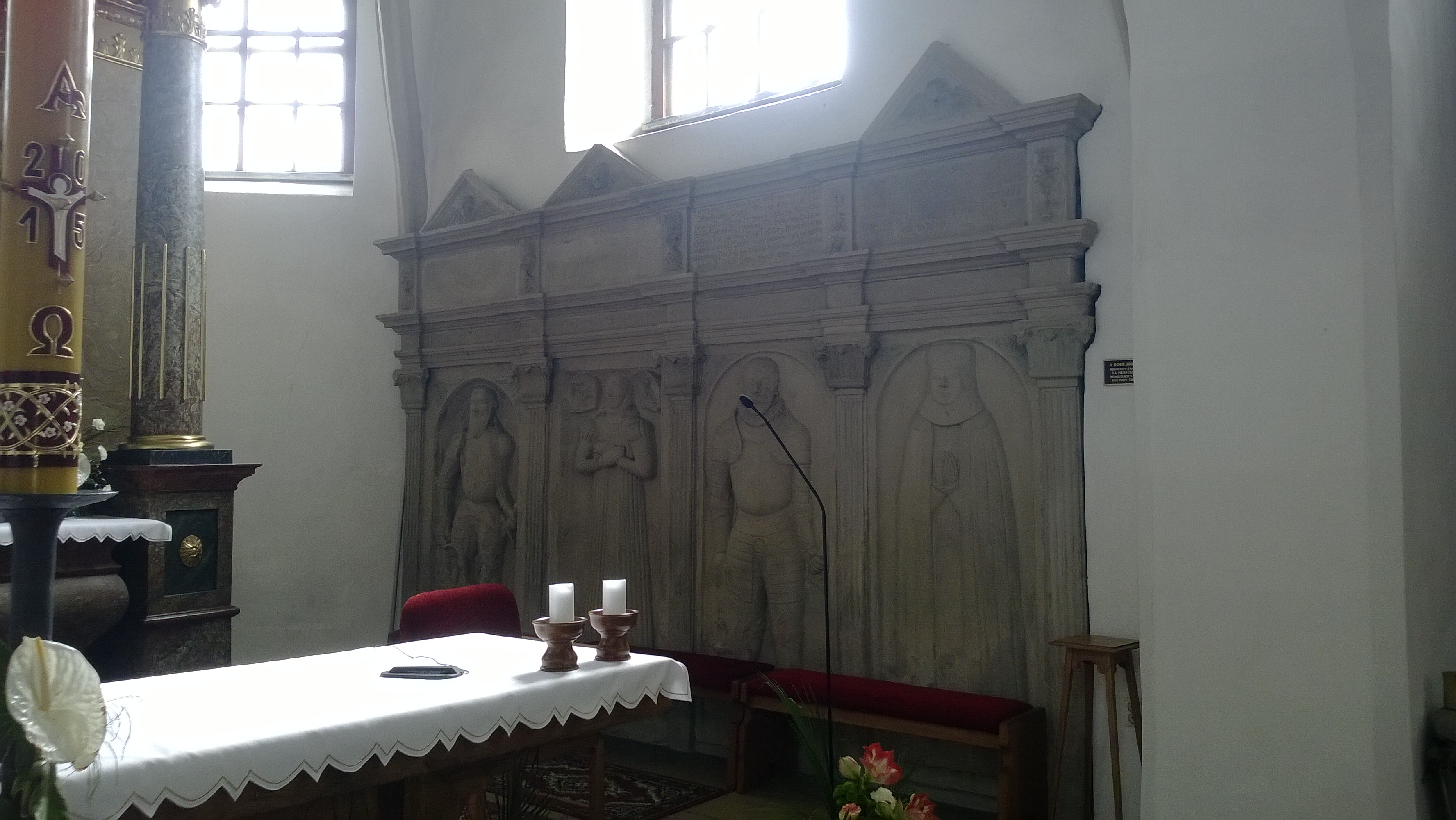
Reliéfní náhrobek rodu Syrakovských z pískovce
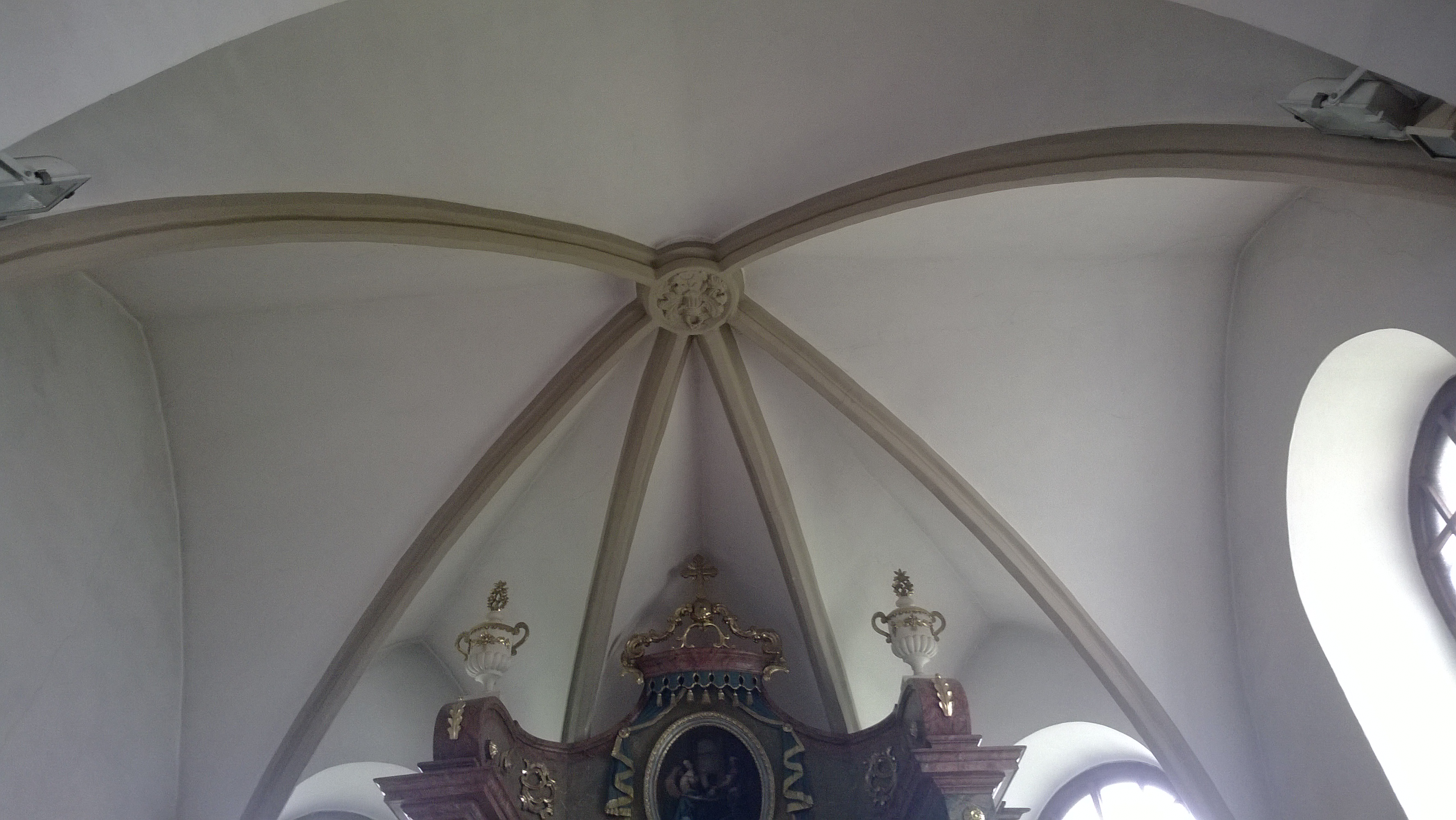
Klenba presbyteria